# Крэчун, Констанца
Констанца Крэчун (рум. Constanța Crăciun; 16 февраля 1914, Констанца — 2 мая 2002, Бухарест, Румыния) — политический и государственный деятель Румынии, член Румынской коммунистической партии (РКП). Член ЦК РКП (1945—1969 и 1972—1974).   Министр культуры Румынии (1953—1957). Председатель Государственного комитета по культуре и искусству СРР (1962—1965). Заместитель председателя Государственного совета СРР (1965—1969). Член президиума Великого Национального Собрания Румынии. Президент Румынского национального общества Красного Креста (1949—1953).
Герой Социалистической Республики Румыния (1971).

## Биография
В молодости работала учителем. В 1935 г. стала членом Коммунистической партии Румынии, с 1936 г. — членом ЦК РКП. В 1942 году была арестована и приговорена к 25 годам каторжных работ в тюрьмах Румынии (1942-1944).
Жена Йона Винце, председателя Великого национального собрания Румынии .

## Награды
- В мае 1961 года была награждена медалью «40-летие Коммунистической партии Румынии».
- 4 мая 1971 года присвоено звание Героя Социалистической Республики Румыния «по случаю 50-летия образования Румынской коммунистической партии, за многолетнюю деятельность в рабочем движении и особые заслуги в деле строительства социализма в Румынии».
- Золотая медаль «Серп и молот» (4 мая 1971 года).
- Орден «23 августа» II степени (12 августа 1959 года)[1].
- Орден Тудора Владимиреску II степени (30 апреля 1966 года)[2].